# Siegfried Karg-Elert
Siegfried Karg-Elert (Oberndorf, 21 de novembre de 1877 - Leipzig, 9 d'abril de 1933) fou un compositor alemany.
Per espai de cinc anys estudià en el Conservatori de Leipzig, on entre els seus professors tingué a Robert Teichmüller i, després ser durant algun temps professor a Magdeburg, s'establí a Leipzig per a dedicar-se exclusivament a la composició, malgrat que tingué alguns alumnes com els lituans Stasys Šimkus i Balys Dvarionas.
Les seves obres, són molt nombroses, i quasi totes instrumentals i especialment per a orgue i piano. També se li deuen una suite per a orquestra Jocs infantils, una llegenda simfònica, nombroses melodies vocals, de caràcter religiós i profà, 12 motets i un Rèquiem.
Finalment va publicar les obres tècniques següents:
- Theoretissch-praktische Elementarschuh,
- Die Kunst des Registrierens,
- Die Harmonium-technik.